# Seznam ocenění a nominací seriálu Přátelé
Toto je seznam hlavních ocenění a nominací, které získal seriál Přátelé.

## ASCAP Film and Television Music Awards
| Rok  | Kategorie          | Výsledek  |
| ---- | ------------------ | --------- |
| 1995 | Nejlepší TV seriál | vítězství |
| 1996 | Nejlepší TV seriál | vítězství |
| 1997 | Nejlepší TV seriál | vítězství |
| 1998 | Nejlepší TV seriál | vítězství |
| 1999 | Nejlepší TV seriál | vítězství |
| 2000 | Nejlepší TV seriál | vítězství |
| 2001 | Nejlepší TV seriál | vítězství |
| 2002 | Nejlepší TV seriál | vítězství |
| 2003 | Nejlepší TV seriál | vítězství |
| 2004 | Nejlepší TV seriál | vítězství |
| 2005 | Nejlepší TV seriál | vítězství |

## American Comedy Awards
| Rok  | Kategorie                                           | Oceněný              | Výsledek  |
| ---- | --------------------------------------------------- | -------------------- | --------- |
| 1996 | Nejzábavnější herečka ve vedlejší roli v TV seriálu | Jennifer Aniston     | nominace  |
| 1996 | Nejzábavnější herečka ve vedlejší roli v TV seriálu | Lisa Kudrow          | nominace  |
| 1996 | Nejzábavnější herec ve vedlejší roli v TV seriálu   | Matthew Perry        | nominace  |
| 1996 | Nejzábavnější herec ve vedlejší roli v TV seriálu   | David Schwimmer      | nominace  |
| 1999 | Nejzábavnější herečka ve vedlejší roli v TV seriálu | Jennifer Aniston     | nominace  |
| 1999 | Nejzábavnější herečka ve vedlejší roli v TV seriálu | Courteney Cox        | nominace  |
| 1999 | Nejzábavnější herečka ve vedlejší roli v TV seriálu | Lisa Kudrow          | nominace  |
| 2000 | Nejzábavnější herečka ve vedlejší roli v TV seriálu | Lisa Kudrow          | vítězství |
| 2001 | Nejzábavnější herečka ve vedlejší roli v TV seriálu | Jennifer Aniston     | nominace  |
| 2001 | Nejzábavnější herečka ve vedlejší roli v TV seriálu | Lisa Kudrow          | nominace  |
| 2001 | Nejzábavnější hostující herečka v TV seriálu        | Reese Witherspoonová | nominace  |
| 2001 | Nejzábavnější hostující herec v TV seriálu          | Bruce Willis         | nominace  |

## GLAAD Media Awards
| Rok  | Kategorie                  | Výsledek  |
| ---- | -------------------------- | --------- |
| 1995 | Nejlepší komediální seriál | vítězství |
| 1996 | Nejlepší televizní seriál  | nominace  |
| 1997 | Nejlepší komediální seriál | nominace  |

## Zlatý globus
| Rok  | Kategorie                                                                       | Oceněný          | Výsledek  |
| ---- | ------------------------------------------------------------------------------- | ---------------- | --------- |
| 1996 | Nejlepší komediální seriál                                                      |                  | nominace  |
| 1996 | Nejlepší herečka ve vedlejší roli v seriálu, mini-seriálu nebo televizním filmu | Lisa Kudrow      | nominace  |
| 1997 | Nejlepší komediální seriál                                                      |                  | nominace  |
| 1998 | Nejlepší komediální seriál                                                      |                  | nominace  |
| 2002 | Nejlepší komediální seriál                                                      |                  | nominace  |
| 2002 | Nejlepší herečka ve vedlejší roli v komediálním seriálu                         | Jennifer Aniston | nominace  |
| 2003 | Nejlepší komediální seriál                                                      |                  | nominace  |
| 2003 | Nejlepší herec v komediálním seriálu                                            | Matt LeBlanc     | nominace  |
| 2003 | Nejlepší herečka v komediálním seriálu                                          | Jennifer Aniston | vítězství |
| 2004 | Nejlepší herec v komediálním seriálu                                            | Matt LeBlanc     | nominace  |

## People's Choice Awards
| Rok  | Kategorie                        | Výsledek  |
| ---- | -------------------------------- | --------- |
| 1995 | Nejoblíbenější komediální seriál | vítězství |
| 2000 | Nejoblíbenější komediální seriál | vítězství |
| 2001 | Nejoblíbenější komediální seriál | vítězství |
| 2002 | Nejoblíbenější komediální seriál | vítězství |
| 2003 | Nejoblíbenější komediální seriál | vítězství |
| 2004 | Nejoblíbenější komediální seriál | vítězství |

## Satellite Awards
| Rok  | Kategorie                                             | Oceněný          | Výsledek  |
| ---- | ----------------------------------------------------- | ---------------- | --------- |
| 2000 | Nejlepší herečka v komediálním seriálu                | Jennifer Aniston | nominace  |
| 2001 | Nejlepší komediální seriál                            |                  | nominace  |
| 2001 | Nejlepší herečka v komediálním seriálu                | Lisa Kudrow      | vítězství |
| 2002 | Nejlepší komediální seriál                            |                  | nominace  |
| 2002 | Nejlepší herečka v komediálním seriálu                | Lisa Kudrow      | nominace  |
| 2003 | Nejlepší komediální seriál                            |                  | nominace  |
| 2003 | Nejlepší herečka v komediálním seriálu                | Jennifer Aniston | nominace  |
| 2003 | Nejlepší herec v komediálním seriálu                  | Matt LeBlanc     | nominace  |
| 2004 | Nejlepší herec ve vedlejší roli v komediálním seriálu | Matt LeBlanc     | nominace  |

## Cena Sdružení filmových a televizních herců
| Rok  | Kategorie                              | Oceněný                                                                               | Výsledek  |
| ---- | -------------------------------------- | ------------------------------------------------------------------------------------- | --------- |
| 1996 | Nejlepší herecká skupina               | Jennifer Aniston Courteney Cox Lisa Kudrow Matt LeBlanc Matthew Perry David Schwimmer | vítězství |
| 1996 | Nejlepší herečka v komediálním seriálu | Lisa Kudrow                                                                           | nominace  |
| 1999 | Nejlepší herecká skupina               | Jennifer Aniston Courteney Cox Lisa Kudrow Matt LeBlanc Matthew Perry David Schwimmer | nominace  |
| 1999 | Nejlepší herečka v komediálním seriálu | Lisa Kudrow                                                                           | nominace  |
| 2000 | Nejlepší herečka v komediálním seriálu | Lisa Kudrow                                                                           | vítězství |
| 2000 | Nejlepší herecká skupina               | Jennifer Aniston Courteney Cox Lisa Kudrow Matt LeBlanc Matthew Perry David Schwimmer | nominace  |
| 2001 | Nejlepší herecká skupina               | Jennifer Aniston Courteney Cox Lisa Kudrow Matt LeBlanc Matthew Perry David Schwimmer | nominace  |
| 2002 | Nejlepší herecká skupina               | Jennifer Aniston Courteney Cox Lisa Kudrow Matt LeBlanc Matthew Perry David Schwimmer | nominace  |
| 2003 | Nejlepší herecká skupina               | Jennifer Aniston Courteney Cox Lisa Kudrow Matt LeBlanc Matthew Perry David Schwimmer | nominace  |
| 2003 | Nejlepší herec v komediálním seriálu   | Matt LeBlanc                                                                          | nominace  |
| 2003 | Nejlepší herečka v komediálním seriálu | Jennifer Aniston                                                                      | nominace  |
| 2004 | Nejlepší herecká skupina               | Jennifer Aniston Courteney Cox Lisa Kudrow Matt LeBlanc Matthew Perry David Schwimmer | nominace  |
| 2004 | Nejlepší herečka v komediálním seriálu | Lisa Kudrow                                                                           | nominace  |

## TV Guide Awards
| Rok  | Kategorie                          | Oceněný     | Výsledek |
| ---- | ---------------------------------- | ----------- | -------- |
| 1999 | Komediální seriál roku             |             | nominace |
| 2000 | Komediální seriál roku             |             | nominace |
| 2000 | Herečka roku v komediálním seriálu | Lisa Kudrow | nominace |
| 1999 | Komediální seriál roku             |             | nominace |